# Odette Ntahonvukiye
Odette Ntahonvukiye (sinh ngày 14 tháng 7 năm 1994 tại Cibitoke, Burundi) là một judoka người Burundi. Cô đã tham dự Thế vận hội Mùa hè 2012 trong nội dung -78 kg.